# Batiscan (algonquin)
Pour les articles homonymes, voir Batiscan (homonymie).
Batiscan (ou Batisquan) est un chef algonquin de la région des Trois-Rivières vers 1610-1629. Il rencontre l'explorateur Samuel de Champlain au retour de celui-ci à Québec en 1610 et tient une fête pour lui. En 1611, Champlain rencontre Batiscan à nouveau, et le chef lui fournit des informations utiles sur les autres tribus de la région, mais il refuse de lui fournir des guides pour l'exploration de la région du Saint-Maurice. En juin 1629, Champlain suggère la formation d'un conseil de cinq chefs. Cette proposition est approuvée par un conseil général des Amérindiens de la région. Batiscan fait partie du conseil des cinq chefs. Toutefois, cela a lieu peu de temps avant la prise anglaise de Québec de juillet 1629.